# Выползово (Белгородская область)
Выползово — село в Старооскольском городском округе Белгородской области, входящее в состав Озерской сельской территории. Расстояние до Старого Оскола составляет около 20 км.

## География
По устройству поверхности площадь села представляет собой пологую возвышенность. Основные формы рельефа имеют эрозийное происхождение. По своему географическому положению село находится в центре Старооскольского городского округа.
Выползово граничит: с севера — с земельными угодьями с. Черниково, с юга и востока — с Котельским лесом, с севера — с земельными угодьями с. Обуховка.
Село находится в умеренно-климатическом поясе с умеренно континентальным климатом, для которого характерны тёплое лето и холодная зима.

## История
Деревня Выползово в начале XVII века относилась к окологородному стану Оскольского уезда. Выползово находилось на овражке, который спускался к реке Котёл. По дну овражка протекал ручей Ржавец. Вероятно, выступающая, «выползающая», как и от основного лога, и от Котельского леса — эта деревня получила название Выползово. В XVII веке деревня Выползово — поселение, расположенное на речке Колодезь-Паниковец, впадавшая в реку Котёл.
В 1614 году деревня была разорена татарами, а новое поселение получило название «Деревня под Котельским лесом». С 1617 года в документах фигурирует как село Выползово.
В XIX веке Выползово — поселение при прудах близ лога Дегтярный, в селе насчитывалось 105 дворов, 905 жителей. В этом же веке начала действовать приходская школа, построен хлебозапасный магазин. Открылась и земская школа с 3 классами обучения.
8 октября 1935 года в Выползово был сформирован колхоз «Имени ОГПУ».
В 1950 году Черниковский сельский Совет был расформирован, и село стало относиться к Озерскому сельскому Совету. В конце 1950-х годов Выползово электрифицировали, а к концу 1980-х годов — газифицировали.

## Население
| 2002 | 2010 |
| ---- | ---- |
| 128  | ↗147 |